# Hedley
«Hedley» («Хедли») — канадская поп-панк группа, образованная в 2003 году. Название группа получила в честь города Хедли, Британская Колумбия. Группа приняла решение взять это имя, узнав, что город выставлен на продажу за $ 346 000.
Известна по таким синглам как «Never Too Late», «Perfect», «Cha-Ching» (исполнялась на церемонии закрытия Зимних Олимпийских игр 2010 в Ванкувере), «Invincible», «Kiss You Inside Out», «Wild Life».

## История группы

### 2004—2005: первоначальный состав
Группа Hedley первоначально состояла из Джейкоба Хоггарда, Кевина Гисбрехта, Кевина Хиреса, Райана Федеро, Брендона МакКея. Первоначальный состав написал много песен, например, «Brave New World», «Gunnin'», которые впоследствии были записаны новым составом группы. Первый состав группы поспорил с Джейкобом на $150, что тот не пройдет даже этап прослушивания в канадскому шоу-талантов Canadian Idol. Джейкоб доказал, что его недооценили, и дошел до полуфинала, из которого он выбыл, заняв 3-е место. Однако, вскоре участники группы посчитали, что им лучше пойти разными путями, и был сформирован новый состав, в котором Джейкоб был единственным из первоначальных участников.

### 2005—2008: Hedley и Famous Last Words
Первый альбом группы был назван в честь группы. Их дебютный сингл «On My Own» достиг № 1 в Canadian Singles Chart, композиция «Trip» заняла 11 место.
Синглы «On My Own», «321», «Trip» и «Gunnin'» возглавили MuchMusic Countdown. Последний сингл «Street Fight» с дебютного альбома был также имел успех на MuchMusic Countdown и Canadian Singles Chart.
Первый сингл «She’s So Sorry» с альбома «Famous Last Words» добился успехов на MuchMusic Countdown.
Летом 2006 года они подписали контракт с лейблом Capitol Records в Соединенных Штатах, где они завершили тур в качестве группы на разогреве для Yellowcard, которая также была подписана на этот лейбл.
Hedley выпустили свой второй альбом «Famous Last Words» 30 октября 2007 года. Он стал платиновым через десять дней после релиза. Первый сингл альбома «She’s so sorry» был пущен на радио 21 августа 2007 года. Музыкальный клип был снят в Торонто, Онтарио, а премьера на MuchMusic состоялась 20 сентября 2007 года.
В конце 2007 года группа поехала в тур с Bon Jovi в качестве группы на разогреве. Они отыграли в 14 городах в рамках канадской части тура Lost Highway Tour. Из-за этого им пришлось перенести даты собственного тура на начало 2008 года. На разогреве выступали State of Shock.

### 2009—2011: The Show Must Go и Go With The Show
17 ноября 2009 года Hedley выпустили свой третий альбом The Show Must Go". Первый сингл «Cha-Ching» занял 6 место в канадской Hot 100. Второй сингл «Don’t Talk To Strangers» занял 11 место в канадской Hot 100, а также стал первым в Much Music Countdown. Третий сингл «Perfect» попал под номером 7 в канадскую Hot 100, а также занял первое место в Much Music Countdown. Четвёртым синглом с альбома стала композиция «Hands Up».
Группа поехала в тур из 28 городов Канады под названием «The Show Must Go… on the Road Tour» в поддержку нового альбома «The Show Must Go». Альбом «Go With the Show» с записью живого выступления в туре и одноимённый документальный фильм были выпущены на CD/DVD 9 ноября 2010 года.
Hedley выступили на закрытии Зимних Олимпийских игр 2010 в Ванкувере наравне с другими канадскими артистами в рамках представления музыки, популярной в Канаде.

### 2011—2013: Storms
Четвёртый студийный альбом, «Storms», был выпущен 8 ноября 2011 года. Альбом состоит из 12 треков (17 в подарочном издании). Клип на песню «One Life» был выпущен 14 декабря 2011 года.
После успеха Storms, 18 мая 2012 года Hedley выпустили сингл под названием «Kiss You Inside Out». Он вошел в обновленное издание альбома Storms, которое было выпущено 5 июня 2012 года. 18 июля 2012 года был выпущен музыкальный клип. Позже на Itunes также появилась англо-французская версия песни, в которой французскую часть исполнила певица Andee. «Kiss You Inside Out» была очень высоко оценена критиками, а также достигла наивысшей позиции в чарте.
В начале 2012 года группа отправилась в тур под названием «Shipwrecked Tour» в поддержку нового альбома.

### 2013—2015: Wildlife
27 августа 2013 группа выпустила сингл под названием «Anything». 10 сентября 2013 года вышли две версии клипа: версия с цензурой и без. Альбом под названием «Wild Life» был выпущен 11 ноября 2013 года в Канаде. В него вошли 11 треков (15 треков в Deluxe версии).
В конце 2013 года Hedley снова подписали контракт с Capitol Records, которым сегодня владеет Universal Music Group. Альбом вышел в США на платформе Capitol Records 20 мая 2014 года. Второй сингл с альбома «Crazy For You» вышел 22 октября 2013 года, клип появился в сети 14 февраля 2014 года.

### 2015—2016: Hello
8 сентября 2015 года группа выпустила «Lost In Translation» в качестве лид-сингла со своего нового альбома «Hello». Шестой альбом группы вышел на платформе Universal Music Canada 6 ноября 2015 года. В 2016 году Hedley были номинированы на группу года в Juno Awards, но уступили группе Walk off the Earth.
3 июня Hedley выступили хэдлайнерами фестиваля Queen’s Plate.

### 2017 — настоящее время: Уход Криса Криппина и Cageless
31 марта 2017 года на официальной странице группы в Facebook было объявлено о том, что после 11 лет барабанщик Крис Криппин покидает группу.
21 июля было объявлено о выходе нового альбома «Cageless».. В тот же день было выпущено видео на первый сингл «Love Again» с грядущего альбома.
29 сентября 2017 года вышел седьмой альбом группы в Канаде. В США альбом стал доступен 6 октября. 27 октября группа выпустила видео на композицию «Better Days», которая стала вторым синглом с их нового альбома.
5 февраля 2018 года группа отправилась в «Cageless Tour».

## Дискография
- Hedley (2005)
- Famous Last Words/Never Too Late (2007 Canada, 2009 US)
- The Show Must Go (2009 Canada, 2010 US)
- Storms (2011)
- Wildlife (2013 Canada, 2014 US)
- Hello (2015)
- Cageless (2017)

## Участники группы

### Нынешние участники
- Джейкоб Хоггард — фронтмен, гитара, пианино (2003-настоящее время)
- Дэйв Розин — гитара, бэк-вокал (2005-настоящее время)
- Томми Мак — басс, бэк-вокал (2005-настоящее время)
- Джей Бени — барабаны (2017-настоящее время)

### Бывшие участники
- Райан Федеро — гитара (2003—2005)
- Кевин Гисбрехт — гитара (2003—2005)
- Кевин Хирес — басс (2003—2005)
- Брендон МакКей — барабаны (2003—2005)
- Крис Криппин — барабаны (2005—2017)